# Wendlandia syringoides
Wendlandia syringoides är en måreväxtart som först beskrevs av John Macqueen Cowan, och fick sitt nu gällande namn av John Macqueen Cowan. Wendlandia syringoides ingår i släktet Wendlandia och familjen måreväxter. Inga underarter finns listade i Catalogue of Life.